# Лауда-Кенігсгофен
Лауда-Кенігсгофен (нім. Lauda-Königshofen) — місто в Німеччині, знаходиться в землі Баден-Вюртемберг. Підпорядковується адміністративному округу Штутгарт. Входить до складу району Майн-Таубер.
Площа — 94,47 км2. Населення становить 14 473 ос. (станом на 31 грудня 2020).